# Fernando Gago García
Fernando Gago García (El Puerto de Santa María, 18 de abril de 1941-ibídem, 28 de mayo de 2012) fue un político español, alcalde de su ciudad entre 2006 y 2007. Fue director de Ventas para EE. UU. y Canadá, apoderado y director de RR.PP., respectivamente, de Bodegas Fernando A. de Terry, S.A.. Fue presidente de la Real Plaza de Toros de su ciudad natal.
Es Licenciado en Magisterio en la Universidad de Cádiz

## Biografía
Nace el 18 de abril de 1941 en El Puerto de Santa María (Cádiz), de una familia cristiana de clase media trabajadora. Su padre era Manuel Gago Vélez y su madre Milagros García Rodríguez.Fernando Gago estuvo casado y tuvo cuatro hijos.
Entró a formar parte de la corporación municipal de El Puerto de Santa María en el mandato 1991-1995 con el Partido Socialista Obrero Español como independiente, primero en la oposición y luego gracias al pacto de gobierno con Independientes Portuenses, asume las concejalías de Presidencia y Turismo, dimitiendo como concejal antes de finalizar el periodo para el que resultó elegido. En el periodo 1995-1999 sale elegido en las urnas de nuevo como concejal, bajo la siglas de Independientes Portuenses, asumiendo como concejal y teniente de alcalde, también en los dos siguientes periodos: 1999-2003 y 2003-2007 con diversas responsabilidades de gobierno: Cultura, Educación, Fiestas, Relaciones Institucionales, Plaza de Toros, Policía Local y de nuevo Turismo.
El 2 de agosto de 2006 resultó elegido alcalde de su ciudad, El Puerto de Santa María, al ser inhabilitado para cargo público su antecesor, por un delito de prevaricación. Meses después con la oposición interna y múltiples desaires del exalcalde y presidente de su partido asume la candidatura de Independientes Portuenses a las elecciones municipales. El 27 de mayo de 2007 su lista sufrió un fuerte revés en las elecciones municipales, con 4 concejales de un total de 25.
En agosto de 2007 comunica públicamente que, tras el maltrato continuado y mantenido en el tiempo recibido por la cúpula de su partido, se considera libre de adoptar la medida política que mejor estime por conveniente, argumentando que la decisión que tome en un futuro será en aras a salvaguardar los intereses de El Puerto de Santa María. En septiembre de ese mismo año, anuncia su marcha de Independientes Portuenses, y en octubre de 2007, formaliza un pacto de gobierno con el tripartito Partido Popular, Partido Andalucista y el mismo concejal no adscrito. Por decreto de alcaldía de 11 de octubre de 2007 asume la Segunda Tenencia de Alcaldía, y las responsabilidades en materia de Turismo, Promoción de la Ciudad, Plaza de Toros, Monasterio de la Victoria y Relaciones Institucionales. En marzo de 2011, en desacuerdo con la política turística que el PP quería incluir en el PGOU, dimite de sus cargos en el equipo de gobierno, dejando también la corporación municipal, terminando así con 20 años de política activa.
Fue presidente de la plaza de toros de El Puerto de El Puerto de Santa María, en dos periodos: 1992-1998 y 2000-2005. Durante ese tiempo ha presidido los festejos durante las temporadas taurinas bien en solitario, compartida la presidencia de los festejos de forma alterna con: Rafael Gómez Ojeda, Juan Gómez Fernández e Ignacio García de Quirós Pacheco.